# Бубновка (Городокский район)
Бу́бновка (укр. Бубнівка) — село в Городокском районе Хмельницкой области Украины.
Население по переписи 2022 года составляло 400 человек. Почтовый индекс — 32011. Телефонный код — 3251. Занимает площадь 1,1 км². Код КОАТУУ — 6821280701.

## Местный совет
32011, Хмельницкая обл., Городокский р-н, с. Бубновка